# 迎泽泰山庙
泰山庙，位于山西省太原市迎泽区柳巷街道校尉营社区二市场31号，钟楼街路北。钟楼街路南有西校尉营古关帝庙和西校尉营奶奶庙两处市文物保护单位。

## 保护
2011年12月31日，泰山庙公布为第三批太原市文物保护单位。